# Viola Gertrude Wells

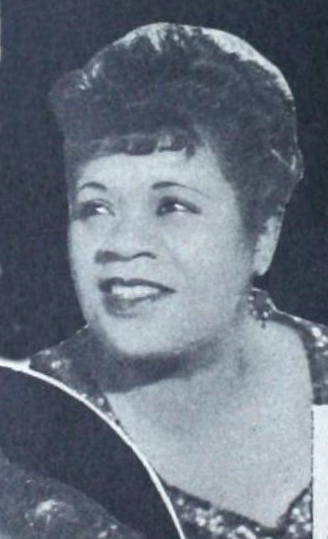
Viola Gertrude Wells (1945)

Viola Gertrude Wells (* 14. Dezember 1904 in Newark, New Jersey; † 22. Dezember 1984 in Belleville, New Jersey) war eine US-amerikanische Blues-Sängerin.
Viola Gertrude Wells, die auch als Miss Rhapsody bekannt war, begann ihre Karriere mit einem Auftritt im Newarker Minis Theater. In den 1920er Jahren arbeitete sie in tourenden Shows; in den 1930ern gehörte sie der Banjo Bernie's Band an und ging schließlich mit Ida Cox auf Tournee. Ende der 1930er zog sie nach Kansas City, wo sie einen Nachtclub betrieb und eine eigene Band leitete. In den 1940er Jahren kehrte sie nach Newark zurück und trat dann in verschiedenen Clubs von New York City auf, darunter im Kelly’s Stables auf der 52nd Street, sowie im Harlemer Apollo Theater (gelegentlich unter dem Pseudonym Viola Underhill). 1944 entstanden auch Aufnahmen für das in Newark ansässige Label Savoy; bei den Songs „Blues in My Heart“, „Bye Bye Baby“, „My Lucky Day“, „Hey Lawdy Mama“ und „Groovin' the Blues“ wurde sie von der Band des Pianisten Reuben „June“ Cole begleitet, in der auch Frankie Newton, Slam Stewart, Billy Taylor und Cozy Cole spielten. Im Mai 1945 folgte noch eine weitere Session mit dieser Rhythmusgruppe sowie Freddie Webster und Eddie Lockjaw Davis („We're Sister under the Skin“). In den 1950er und frühen 1960er Jahren geriet sie in Vergessenheit, bevor sie Mitte der 60er ein Comeback erlebte. In den 1970er Jahren tourte sie noch mit Clyde Bernhardt und der Harlem Blues and Jazz Band. Sie ist auf dem Heavenly Rest Cemetery in East Hanover, New Jersey begraben.